# ミナス・ジェライス連邦大学
ミナス・ジェライス連邦大学 (ポルトガル語：Universidade Federal de Minas Gerais、略称UFMG)はブラジル、ミナス・ジェライス州ベロオリゾンテにある連邦大学である。UFMGはブラジルで最も大規模な連邦大学で、ブラジルの五大大学のひとつである。医学や法学、経済学、工学、科学、文学を含む75の学士号を出しているほか、57の博士課程プログラム、66の理学修士課程プログラム、79の学士取得者用プログラム、38の医学インターンシッププログラムを提供している。UFMGには49254人の学生が在籍している。
学部生は全国高等学校試験(Exame Nacional do Ensino Médio、略称ENEM)と呼ばれる毎年の全国試験を受けて入学する。学部のコースは、ブラジル連邦政府が客観的に大学を評価するためのテストであるENADEで2007年に1位を、2008年には4位を獲得している。計算機科学コース、社会科学コースは2015年時点のENADEで国内1位である。
ブラジルの大統領であったジュセリーノ・クビチェック、タンクレード・ネーヴェス、作家にして医師かつ外交官であったジョアン・ギマランエス・ローザ、作家のフェルナンド・サビーノ、ペドロ・ナバ、チロ・ドス・アンジョス、形成外科医のイヴォ・ピタンギ、詩人のカルロス・ドルモン・デ・アンドラーデ、音楽家のフェルナンド・ブラント、スカンクのバンドメンバーであるサミュエル・ロサ、パト・フのメンバーであるフェルナンダ・タカイなどがUFMGに在学していた。元セパルトゥラ及びサルコファーゴのメンバーであったワグナー・ラモウニアはこの大学で教鞭をとっている。
UFMGは2011-12年度のQS世界大学ランキングによるとラテンアメリカで10位の大学である。世界大学学術ランキング(ARMU)の報告では、UFMGは2013にブラジルで五本の指に入る大学であり、世界的には301-400位に位置する。

## 場所
UFMGの主要キャンパスはベロ・オリゾンテ北部のパンプーリャにある。キャンパスは総面積8,775,579平方メートルで、建物が建っている場所だけでは620,735平方メートルである。大学自体はパンプーリャキャンパス、ベロ・オリゾンテ中央部の健康科学キャンパス、モンテス・クラロスにある農学研究所の3つのメインキャンパスに分かれており、このほかに建築学部などベロ・オリゾンテの他の地域にも建物を持っている。
パンプーリャキャンパスの中には原子力技術開発センター(CDTN)があり、38の建物に数十の科学研究ラボ、ジェネラル・アトミックス社製の250キロワットTRIGA原子炉を備えている。"Estação Ecológica"（エコロジカル・ステーション）という名がついている広大な二次林もあり、主に生態学者や動物学者など、大学に所属している科学者がここで調査を実施している。ここは市域内では最大の緑地であり、固有種の昆虫生息地である。
2007年から2009年の学年度において、教育省はUFMGをブラジル最良の大学であるとしていた。

## 歴史
大学のはじまりは19世紀にまでさかのぼる。ブラジル帝国時代に高等教育機関の創設は着手されはじめており、このプロセスが続く中で共和国時代になってから設立された。
1898年にオウロ・プレット法学部がベロ・オリゾンテに引っ越すことになったが、この時ベロ・オリゾンテは新しい州都となることになっていた。
のちにいくつか新しく学部が作られたが、互いにつながりがあるわけではなかった。1907年に無料歯学学校、1911年に医学部、工学部、また薬学コースが無料歯学学校に付属するかたちで作られた。
「インコンフィデンテス」("Inconfidentes")はポルトガルの支配に反逆する愛国的な人々の集団で、ミナス・ジェライス州に大学を作るアイディアを持っていた。こうしてミナス・ジェライス大学(Universidade de Minas Gerais、略称UMG)が1927年に設立された。ベロ・オリゾンテに存在していた4つの高等教育機関が合併し、州の予算補助を受けた私立大学になったのである。UMGはミナスジェライス州政府が資金供給を行い、1949年にブラジル政府へ移譲された。しかしながら「ミナス・ジェライス連邦大学」という名称が採用されたのは1965年になってからである。
1940年代に、パンプーリャの広大な土地に大学町が建設されることになった。最初に建てられた建物は機械学研究所(現在は職業専門学校である)と本館であった。1960年代になってようやくキャンパスの土地が有効に活用されるようになり、現在学科が入っている建物のほとんどはこの時期に建設が始まった建物である。
連邦大学になった際、建築学部、哲学部、経済学部は既に大学に統合されていた。大学の拡張がはじまり、看護学部が1950年に、獣医学部が1961年に、情報科学部が1962年に、音楽学部が1962年に、体育部が1969年に設立された。
1968年に、大学改革によりUFMGの構造が大きく変わった。哲学部から、哲学・人間学部、生物科学研究所、精密科学研究所、地球科学研究所、文学・教育学部といった複数の機関が作られた。
農学、文書館学、演劇、博物館学、制御工学、計算数学、言語聴覚療法・聴能学などのコースがさらに作られた。

## 教育

### 学部
- 建築学部
- 藝術学部
- 情報科学部
- 体育・理学療法・作業療法学部
- 看護学部
- 工学部

## 研究
研究部長のオフィスは科学技術研究について大学運営に助言し、研究の奨励のための業務も行う。技術革新普及センターは技術発展を生かし、研究者と企業のパートナーシップを築くことでUFMGとコミュニティの間での知識普及を促進させる活動を行う。

### 応用社会科学
- 情報科学
- 法学
- 建築学
- 経済学

### 人間科学
- 哲学・人間科学(Fafich)
- 教育学

### 健康科学
- 医学
- 看護学
- 歯学
- 薬学
- 体育学